# Jan Natkański
Jan Natkański (ur. 25 września 1941 w Honoratowie) – polski dyplomata w stopniu ambasadora tytularnego; ambasador RP w Kuwejcie (1994–2000) i Egipcie (2004–2008).

## Życiorys
Ukończył studia na Wydziale Filologicznym Uniwersytetu Łódzkiego (1964). Od 1965 do 1969 studiował język i kulturę arabską na Uniwersytecie Bagdadzkim.
Bezpośrednio po jego ukończeniu rozpoczął pracę w polskiej służbie zagranicznej, początkowo jako sekretarz-tłumacz w ambasadzie RP w Bagdadzie, gdzie spędził lata 1969–1971. Następnie został zatrudniony w Ministerstwie Spraw Zagranicznych, początkowo w Biurze Tłumaczy, a następnie jako specjalista od krajów arabskich. Równolegle do pracy zawodowej uzupełniał studia arabistyczne w Instytucie Orientalistyki Uniwersytetu Warszawskiego, gdzie uzyskał tytuł zawodowy magistra filologii orientalnej. Kolejne stopnie jego kariery zawodowej to ambasada RP w Kairze, gdzie pracował jako I sekretarz (1978–1982), a następnie Trypolisie jako radca (1985–1990). Po powrocie był naczelnikiem Wydziału Bliskiego Wschodu i Afryki Północnej. W 1994 został mianowany ambasadorem RP w Kuwejcie, akredytowanym dodatkowo jako pierwszy nierezydujący ambasador RP w Bahrajnie i Omanie, gdzie pracował do listopada 2000. 1 października 2001 został urzędnikiem służby cywilnej. Od listopada 2001 do 2004 pełnił obowiązki dyrektora Departamentu Afryki i Bliskiego Wschodu MSZ, a od 2004 do 2008 ambasadora RP w Egipcie, akredytowanym jednocześnie na Sudan. 
Od 2023 przygotowywuje wraz z Agatą Kasprolewicz cykl audycji Opowieści arabskie w ramach podcastu Raport o stanie świata Dariusza Rosiaka
Zna języki: arabski, angielski, rosyjski i francuski.